# Metaphallus mimus
Metaphallus mimus är en mångfotingart som beskrevs av Chamberlin 1952. Metaphallus mimus ingår i släktet Metaphallus och familjen Rhachodesmidae. Inga underarter finns listade i Catalogue of Life.